# Ruta de Illinois 64
La Ruta de Illinois 64, y abreviada IL 64 (en inglés: Illinois Route 64) es una carretera estatal estadounidense ubicada en el estado de Illinois. La carretera inicia en el oeste desde la US 52  , IA 64   en Savanna hacia el este en la US 41     en Chicago. La carretera tiene una longitud de 33,5 km (20,82 mi).

## Mantenimiento
Al igual que las autopistas interestatales, y las rutas federales y el resto de carreteras estatales, la Ruta de Illinois 64 es administrada y mantenida por el Departamento de Transporte de Illinois por sus siglas en inglés IDOT.